# Record australiani del nuoto
I record australiani del nuoto sono i tempi più veloci mai nuotati in una competizione, da un nuotatore rappresentante l'Australia.
(Dati aggiornati al 26 settembre 2024)

## Vasca lunga (50m)

### Uomini
| Gara                     | Tempo    | +                | Atleta                                                                                            | Data             | Evento                  | Luogo                      | Ref    |
| ------------------------ | -------- | ---------------- | ------------------------------------------------------------------------------------------------- | ---------------- | ----------------------- | -------------------------- | ------ |
| Stile libero             |          |                  |                                                                                                   |                  |                         |                            |        |
| 50 m                     | 21"06    | Record oceaniano | Cameron McEvoy                                                                                    | 29 luglio 2023   | Campionati mondiali     | Fukuoka, Giappone          | [ 1 ]  |
| 100 m                    | 47"04    | Record oceaniano | Cameron McEvoy                                                                                    | 11 aprile 2016   | Campionati australiani  | Adelaide, Australia        | [ 2 ]  |
| 200 m                    | 1'44"06  | Record oceaniano | Ian Thorpe                                                                                        | 25 luglio 2001   | Campionati mondiali     | Fukuoka, Giappone          | [ 3 ]  |
| 400 m                    | 3'40"08  | Record oceaniano | Ian Thorpe                                                                                        | 30 luglio 2002   | Giochi del Commonwealth | Manchester, Regno Unito    | [ 4 ]  |
| 800 m                    | 7'37"76  | Record oceaniano | Samuel Short                                                                                      | 26 luglio 2023   | Campionati mondiali     | Fukuoka, Giappone          | [ 5 ]  |
| 1500 m                   | 14'34"56 | Record oceaniano | Grant Hackett                                                                                     | 29 luglio 2001   | Campionati mondiali     | Fukuoka, Giappone          | [ 6 ]  |
| Dorso                    |          |                  |                                                                                                   |                  |                         |                            |        |
| 50 m                     | 24"12    | Record oceaniano | Isaac Cooper                                                                                      | 17 febbraio 2024 | Campionati mondiali     | Doha, Qatar                | [ 7 ]  |
| 100 m                    | 52"11    | Record oceaniano | Mitch Larkin                                                                                      | 6 novembre 2015  | Coppa del Mondo         | Dubai, Emirati Arabi Uniti | [ 8 ]  |
| 200 m                    | 1'53"17  | Record oceaniano | Mitch Larkin                                                                                      | 7 novembre 2015  | Coppa del Mondo         | Dubai, Emirati Arabi Uniti | [ 9 ]  |
| Rana                     |          |                  |                                                                                                   |                  |                         |                            |        |
| 50 m                     | 26"32    | Record oceaniano | Sam Williamson                                                                                    | 14 febbraio 2024 | Campionati mondiali     | Doha, Qatar                |        |
| 100 m                    | 58"58    | Record oceaniano | Brenton Rickard                                                                                   | 27 luglio 2009   | Campionati mondiali     | Roma, Italia               | [ 10 ] |
| 200 m                    | 2'05"95  | Record oceaniano | Zac Stubblety-Cook                                                                                | 19 maggio 2022   | Campionati australiani  | Adelaide, Australia        |        |
| Farfalla                 |          |                  |                                                                                                   |                  |                         |                            |        |
| 50 m                     | 22"73    | Record oceaniano | Matthew Targett                                                                                   | 27 luglio 2009   | Campionati mondiali     | Roma, Italia               | [ 11 ] |
| 100 m                    | 50”25    | Record oceaniano | Matthew Temple                                                                                    | 3 dicembre 2023  | Japan Open              | Tokyo, Giappone            |        |
| 200 m                    | 1'54"46  |                  | Nick D'Arcy                                                                                       | 17 marzo 2009    | Campionati australiani  | Sydney, Australia          | [ 12 ] |
| Misti                    |          |                  |                                                                                                   |                  |                         |                            |        |
| 200 m                    | 1'55"72  | Record oceaniano | Mitch Larkin                                                                                      | 12 giugno 2019   | Campionati australiani  | Brisbane, Australia        |        |
| 400 m                    | 4'09"27  |                  | Brendon Smith                                                                                     | 24 luglio 2021   | Giochi olimpici         | Tokyo, Giappone            |        |
| Staffette a stile libero |          |                  |                                                                                                   |                  |                         |                            |        |
| 4x100 m                  | 3'09"91  | Record oceaniano | Eamon Sullivan (47"24) Andrew Lauterstein (47"87) Ashley Callus (47"55) Matthew Targett (47"25)   | 11 agosto 2008   | Giochi olimpici         | Pechino, Cina              | [ 13 ] |
| 4x200 m                  | 7'00"85  | Record oceaniano | Clyde Lewis (1'45"58) Kyle Chalmers (1'45"37) Alexander Graham (1'45"05) Mack Horton (1'44"85)    | 26 luglio 2019   | Campionati mondiali     | Gwangju, Corea del Sud     |        |
| Staffetta mista          |          |                  |                                                                                                   |                  |                         |                            |        |
| 4x100 m                  | 3'28"64  | Record oceaniano | Ashley Delaney (53"10) Brenton Rickard (57"80) Andrew Lauterstein (50"58) Matthew Targett (47"16) | 2 agosto 2009    | Campionati mondiali     | Roma, Italia               | [ 14 ] |

Legenda:  - Record del mondo;  - Record oceaniano;

Record non ottenuti in finale: (b) - batteria; (sf) - semifinale; (s) - staffetta prima frazione.

### Donne
| Gara                     | Tempo    | +                | Atleta                                                                                                  | Data                           | Evento                              | Luogo                              | Ref    |
| ------------------------ | -------- | ---------------- | --- | ------------------------------ | ----------------------------------- | ---------------------------------- | ------ |
| Stile libero             |          |                  | |                                |                                     |                                    |        |
| 50 m                     | 23"78    | Record oceaniano | Cate Campbell                                                                                           | 7 aprile 2018                  | Giochi del Commonwealth             | Gold Coast, Australia              |        |
| 100 m                    | 51"96    | Record oceaniano | Emma McKeon                                                                                             | 30 luglio 2021                 | Giochi olimpici                     | Tokyo, Giappone                    |        |
| 200 m                    | 1'52"23  | Record mondiale  | Ariarne Titmus                                                                                          | 12 giugno 2024                 | Campionati australiani              | Brisbane, Australia                | [ 15 ] |
| 400 m                    | 3'55"38  | Record mondiale  | Ariarne Titmus                                                                                          | 23 luglio 2023                 | Campionati mondiali                 | Fukuoka, Giappone                  |        |
| 800 m                    | 8'12"29  | Record oceaniano | Ariarne Titmus                                                                                          | 3 agosto 2024                  | Giochi olimpici                     | Parigi, Francia                    |        |
| 1500 m                   | 15'46"13 |                  | Madeleine Gough                                                                                         | 15 giugno 2021                 | Campionati australiani              | Adelaide, Australia                |        |
| Dorso                    |          |                  | |                                |                                     |                                    |        |
| 50 m                     | 26"86    | Record mondiale  | Kaylee McKeown                                                                                          | 20 ottobre 2023                | Coppa del mondo                     | Budapest, Ungheria                 | [ 16 ] |
| 100 m                    | 57"33    | Record mondiale  | Kaylee McKeown                                                                                          | 21 ottobre 2023 30 luglio 2024 | Coppa del mondo Giochi olimpici     | Budapest, Ungheria Parigi, Francia | [ 17 ] |
| 200 m                    | 2'03"14  | Record mondiale  | Kaylee McKeown                                                                                          | 10 marzo 2023                  | Campionati del Nuovo Galles del Sud | Sydney, Australia                  |        |
| Rana                     |          |                  | |                                |                                     |                                    |        |
| 50 m                     | 30"05    | Record oceaniano | Chelsea Hodges                                                                                          | 30 luglio 2022                 | Giochi del Commonwealth             | Birmingham, Regno Unito            |        |
| 100 m                    | 1'05"09  | Record oceaniano | Leisel Jones                                                                                            | 20 marzo 2006                  | Giochi del Commonwealth             | Melbourne, Australia               | [ 18 ] |
| 200 m                    | 2'20"54  | Record oceaniano | Leisel Jones                                                                                            | 1º febbraio 2006               | Campionati australiani              | Melbourne, Australia               | [ 19 ] |
| Farfalla                 |          |                  | |                                |                                     |                                    |        |
| 50 m                     | 25"31    | Record oceaniano | Holly Barratt                                                                                           | 16 agosto 2019                 | Coppa del Mondo                     | Singapore, Singapore               |        |
| 100 m                    | 55"72    | Record oceaniano | Emma McKeon                                                                                             | 26 luglio 2021                 | Giochi olimpici                     | Tokyo, Giappone                    |        |
| 200 m                    | 2'03"41  | Record oceaniano | Jessicah Schipper                                                                                       | 30 luglio 2009                 | Campionati mondiali                 | Roma, Italia                       | [ 20 ] |
| Misti                    |          |                  | |                                |                                     |                                    |        |
| 200 m                    | 2'06"63  | Record oceaniano | Kaylee McKeown                                                                                          | 10 giugno 2023                 | Campionati australiani              | Brisbane, Australia                | [ 21 ] |
| 400 m                    | 4'28"22  | Record oceaniano | Kaylee McKeown                                                                                          | 18 aprile 2024                 | Campionati australiani              | Southport, Australia               | [ 22 ] |
| Staffette a stile libero |          |                  | |                                |                                     |                                    |        |
| 4x100 m                  | 3'27"96  | Record mondiale  | Mollie O'Callaghan (52"08) Shayna Jack (51"69) Meg Harris (52"29) Emma McKeon (51"90)                   | 23 luglio 2023                 | Campionati mondiali                 | Fukuoka, Giappone                  |        |
| 4x200 m                  | 7'37"50  | Record mondiale  | Mollie O'Callaghan (1'53"66) Shayna Jack (1'55"63) Brianna Throssell (1'55"80) Ariarne Titmus (1'52"41) | 27 luglio 2023                 | Campionati mondiali                 | Fukuoka, Giappone                  |        |
| Staffetta mista          |          |                  | |                                |                                     |                                    |        |
| 4x100 m                  | 3'51"60  | Record oceaniano | Kaylee McKeown (58"01) Chelsea Hodges (1'05"57) Emma McKeon (55"91) Cate Campbell (52"11)               | 1 agosto 2021                  | Giochi olimpici                     | Parigi, Francia                    |        |

Legenda:  - Record del mondo;  - Record oceaniano;

Record non ottenuti in finale: (b) - batteria; (sf) - semifinale; (s) - staffetta prima frazione.

### Mista
| Gara                     | Tempo   | +                | Atleta                                                                                       | Data           | Evento                 | Luogo             | Ref |
| ------------------------ | ------- | ---------------- | -------------------------------------------------------------------------------------------- | -------------- | ---------------------- | ----------------- | --- |
| Staffetta a stile libero |         |                  |                                                                                              |                |                        |                   |     |
| 4x100 m                  | 3'18"83 | Record mondiale  | Jack Cartwright (48"14) Kyle Chalmers (47"25) Shayna Jack (51"73) Mollie O'Callaghan (51"71) | 29 luglio 2023 | Campionati mondiali    | Fukuoka, Giappone |     |
| Staffetta mista          |         |                  |                                                                                              |                |                        |                   |     |
| 4x100 m                  | 3'38"76 | Record oceaniano | Kaylee McKeown (57"90) Joshua Yong (58"43) Matthew Temple (50"42) Mollie O'Callaghan (52"01) | 3 agosto 2024  | Campionati panpacifici | Tokyo, Giappone   |     |

Legenda:  - Record del mondo;  - Record oceaniano;

Record non ottenuti in finale: (b) - batteria; (sf) - semifinale; (s) - staffetta prima frazione.

## Vasca corta (25m)

### Uomini
| Gara                     | Tempo    | +                | Atleta                                                                                       | Data                             | Evento                              | Luogo                                     | Ref    |
| ------------------------ | -------- | ---------------- | -------------------------------------------------------------------------------------------- | -------------------------------- | ----------------------------------- | ----------------------------------------- | ------ |
| Stile libero             |          |                  |                                                                                              |                                  |                                     |                                           |        |
| 50 m                     | 20"68    | Record oceaniano | Kyle Chalmers                                                                                | 28 ottobre 2021                  | Coppa del Mondo                     | Kazan', Russia                            |        |
| 100 m                    | 44"84    | Record mondiale  | Kyle Chalmers                                                                                | 29 ottobre 2021                  | Coppa del Mondo                     | Kazan', Russia                            |        |
| 200 m                    | 1'40"64  | Record oceaniano | Ed Sommerville                                                                               | 26 settembre 2024                | Campionati australiani              | Adelaide, Australia                       | [ 23 ] |
| 400 m                    | 3'34"58  | Record oceaniano | Grant Hackett                                                                                | 18 luglio 2002                   | 2nd Australian Grand Prix           | Sydney, Australia                         | [ 24 ] |
| 800 m                    | 7'23"42  | Record mondiale  | Grant Hackett                                                                                | 20 luglio 2008                   | Victorian Championships             | Melbourne, Australia                      | [ 25 ] |
| 1500 m                   | 14'10"10 | Record oceaniano | Grant Hackett                                                                                | 7 agosto 2001                    | Campionati australiani              | Perth, Australia                          | [ 26 ] |
| Dorso                    |          |                  |                                                                                              |                                  |                                     |                                           |        |
| 50 m                     | 22"52    | sf               | Isaac Cooper                                                                                 | 15 dicembre 2022                 | Campionati mondiali                 | Melbourne, Australia                      |        |
| 100 m                    | 49"03    | s                | Mitch Larkin                                                                                 | 28 novembre 2015                 | Campionati australiani              | Sydney, Australia                         | [ 27 ] |
| 200 m                    | 1'45"63  | Record mondiale  | Mitch Larkin                                                                                 | 27 novembre 2015                 | Campionati australiani              | Sydney, Australia                         | [ 28 ] |
| Rana                     |          |                  |                                                                                              |                                  |                                     |                                           |        |
| 50 m                     | 26"24    | Record oceaniano | Christian Sprenger Grayson Bell                                                              | 5 novembre 2013 17 dicembre 2022 | Coppa del Mondo Campionati mondiali | Singapore, Singapore Melbourne, Australia |        |
| 100 m                    | 56"76    | Record oceaniano | Joshua Yong                                                                                  | 26 settembre 2024                | Campionati australiani              | Adelaide, Australia                       | [ 29 ] |
| 200 m                    | 2'01"67  | Record oceaniano | Joshua Yong                                                                                  | 20 ottobre 2024                  | Coppa del Mondo                     | Shanghai, Cina                            |        |
| Farfalla                 |          |                  |                                                                                              |                                  |                                     |                                           |        |
| 50 m                     | 22"24    | Record oceaniano | Kyle Chalmers                                                                                | 23 ottobre 2021                  | Coppa del Mondo                     | Doha, Qatar                               |        |
| 100 m                    | 48"62    | Record oceaniano | Matthew Temple                                                                               | 13 dicembre 2023                 | SASI Time Trial                     | Adelaide, Australia                       |        |
| 200 m                    | 1'51"11  |                  | Chris Wright                                                                                 | 12 agosto 2009                   | Campionati australiani              | Hobart, Australia                         |        |
| Misti                    |          |                  |                                                                                              |                                  |                                     |                                           |        |
| 100 m                    | 51"19    | Record oceaniano | Kenneth To                                                                                   | 20 ottobre 2013                  | Coppa del Mondo                     | Doha, Qatar                               | [ 30 ] |
| 200 m                    | 1'52"01  | Record oceaniano | Kenneth To                                                                                   | 11 agosto 2013                   | Coppa del Mondo                     | Berlino, Germania                         | [ 31 ] |
| 400 m                    | 3'57"91  | Record oceaniano | Thomas Fraser-Holmes                                                                         | 28 novembre 2015                 | Campionati australiani              | Sydney, Australia                         | [ 27 ] |
| Staffette a stile libero |          |                  |                                                                                              |                                  |                                     |                                           |        |
| 4x50 m                   | 1'23"44  | Record oceaniano | Isaac Cooper (21"25) Matthew Temple (20"75) Flynn Southam (21"10) Kyle Chalmers (20"34)      | 15 dicembre 2022                 | Campionati mondiali                 | Melbourne, Australia                      |        |
| 4x100 m                  | 3'04"63  | Record oceaniano | Flynn Southam (47"04) Matthew Temple (46"06) Thomas Neill (46"55) Kyle Chalmers (44"98)      | 13 dicembre 2022                 | Campionati mondiali                 | Melbourne, Australia                      |        |
| 4x200 m                  | 6'46"54  | Record oceaniano | Thomas Neill (1'41"50) Kyle Chalmers (1'40"35) Flynn Southam (1'41"50) Mack Horton (1'43"19) | 16 dicembre 2022                 | Campionati mondiali                 | Melbourne, Australia                      |        |
| Staffette miste          |          |                  |                                                                                              |                                  |                                     |                                           |        |
| 4x50 m                   | 1'30"81  | Record oceaniano | Isaac Cooper (22"66) Grayson Bell (25"92) Matthew Temple (21"75) Kyle Chalmers (20"48)       | 17 dicembre 2022                 | Campionati mondiali                 | Melbourne, Australia                      |        |
| 4x100 m                  | 3'18"98  | Record mondiale  | Isaac Cooper (49"46) Joshua Yong (56"55) Matthew Temple (48"34) Kyle Chalmers (44"63)        | 18 dicembre 2022                 | Campionati mondiali                 | Melbourne, Australia                      |        |

Legenda:  - Record del mondo;  - Record oceaniano;

Record non ottenuti in finale: (b) - batteria; (sf) - semifinale; (s) - staffetta prima frazione.

### Donne
| Gara                     | Tempo    | +                | Atleta                                                                                              | Data                           | Evento                 | Luogo                               | Ref    |
| ------------------------ | -------- | ---------------- | --------------------------------------------------------------------------------------------------- | ------------------------------ | ---------------------- | ----------------------------------- | ------ |
| Stile libero             |          |                  | |                                |                        |                                     |        |
| 50 m                     | 23"04    | Record oceaniano | Emma McKeon                                                                                         | 17 dicembre 2022               | Campionati mondiali    | Melbourne, Australia                |        |
| 100 m                    | 50"25    | Record mondiale  | Cate Campbell                                                                                       | 26 ottobre 2017                | Campionati australiani | Adelaide, Australia                 | [ 32 ] |
| 200 m                    | 1'51"38  | Record oceaniano | Ariarne Titmus                                                                                      | 11 dicembre 2018               | Campionati mondiali    | Hangzhou, Cina                      |        |
| 400 m                    | 3'53"92  | Record oceaniano | Ariarne Titmus                                                                                      | 14 dicembre 2018               | Campionati mondiali    | Hangzhou, Cina                      | [ 33 ] |
| 800 m                    | 8'04"07  |                  | Lani Pallister                                                                                      | 14 dicembre 2022               | Campionati mondiali    | Melbourne, Australia                |        |
| 1500 m                   | 15'21"43 | Record oceaniano | Lani Pallister                                                                                      | 16 dicembre 2022               | Campionati mondiali    | Melbourne, Australia                |        |
| Dorso                    |          |                  | |                                |                        |                                     |        |
| 50 m                     | 25"38    | Record oceaniano | Kaylee McKeown                                                                                      | 18 ottobre 2024                | Coppa del Mondo        | Shanghai, Cina                      |        |
| 100 m                    | 54"56    | Record mondiale  | Kaylee McKeown                                                                                      | 26 settembre 2024              | Campionati australiani | Adelaide, Australia                 | [ 34 ] |
| 200 m                    | 1'58"94  | Record mondiale  | Kaylee McKeown                                                                                      | 27 novembre 2020               | Campionati australiani | Brisbane, Australia                 |        |
| Rana                     |          |                  | |                                |                        |                                     |        |
| 50 m                     | 29"50    | Record oceaniano | Sarah Katsoulis                                                                                     | 22 novembre 2009               | Coppa del Mondo        | Singapore                           | [ 35 ] |
| 100 m                    | 1'03"00  | Record oceaniano | Leisel Jones                                                                                        | 14 novembre 2009               | Coppa del Mondo        | Berlino, Germania                   | [ 36 ] |
| 200 m                    | 2'15"42  | Record oceaniano | Leisel Jones                                                                                        | 15 novembre 2009               | Coppa del Mondo        | Berlino, Germania                   | [ 37 ] |
| Farfalla                 |          |                  | |                                |                        |                                     |        |
| 50 m                     | 24"69    | Record oceaniano | Marieke Guehrer                                                                                     | 15 novembre 2009               | Coppa del Mondo        | Berlino, Germania                   | [ 38 ] |
| 100 m                    | 55"30    | Record oceaniano | Alicia Coutts                                                                                       | 9 dicembre 2013                | Coppa del Mondo        | Tokyo, Giappone                     | [ 39 ] |
| 200 m                    | 2'02"88  | Record oceaniano | Ellen Gandy                                                                                         | 25 agosto 2013                 | Campionati australiani | Sydney, Australia                   | [ 40 ] |
| Misti                    |          |                  | |                                |                        |                                     |        |
| 100 m                    | 57"53    | Record oceaniano | Alicia Coutts                                                                                       | 10 novembre 2013               | Coppa del Mondo        | Tokyo, Giappone                     | [ 41 ] |
| 200 m                    | 2’03"57  | Record oceaniano | Kaylee McKeown                                                                                      | 13 dicembre 2022               | Campionati mondiali    | Melbourne, Australia                |        |
| 400 m                    | 4'28"72  | Record oceaniano | Ellen Fullerton                                                                                     | 8 agosto 2009 26 novembre 2015 | Campionati australiani | Hobart, Australia Sydney, Australia | [ 42 ] |
| Staffette a stile libero |          |                  | |                                |                        |                                     |        |
| 4x50 m                   | 1'34"23  | Record oceaniano | Meg Harris (23"98) Madison Wilson (23"51) Mollie O'Callaghan (24"01) Emma McKeon (22"73)            | 15 dicembre 2022               | Campionati mondiali    | Melbourne, Australia                |        |
| 4x100 m                  | 3'25"43  | Record mondiale  | Mollie O'Callaghan (52"19) Madison Wilson (51"28) Meg Harris (52"00) Emma McKeon (49"96)            | 13 dicembre 2022               | Campionati mondiali    | Melbourne, Australia                |        |
| 4x200 m                  | 7'30"87  | Record mondiale  | Madison Wilson (1'53"13) Mollie O'Callaghan (1'52"83) Leah Neale (1'52"67) Lani Pallister (1'52"24) | 13 dicembre 2022               | Campionati mondiali    | Melbourne, Australia                |        |
| Staffette miste          |          |                  | |                                |                        |                                     |        |
| 4x50 m                   | 1'42"35  | Record mondiale  | Mollie O'Callaghan (25"49) Chelsea Hodges (29"11) Emma McKeon (24"43) Madison Wilson (23"32)        | 17 dicembre 2022               | Campionati mondiali    | Melbourne, Australia                |        |
| 4x100 m                  | 3'44"92  | Record oceaniano | Kaylee McKeown (55"74) Jenna Strauch (1'04"49) Emma McKeon (53"93) Meg Harris (50"76)               | 18 dicembre 2022               | Campionati mondiali    | Melbourne, Australia                |        |

Legenda:  - Record del mondo;  - Record oceaniano;

Record non ottenuti in finale: (b) - batteria; (sf) - semifinale; (s) - staffetta prima frazione.

### Mista
| Gara                     | Tempo   | +                | Atleta                                                                                       | Data             | Evento              | Luogo                | Ref    |
| ------------------------ | ------- | ---------------- | -------------------------------------------------------------------------------------------- | ---------------- | ------------------- | -------------------- | ------ |
| Staffetta a stile libero |         |                  |                                                                                              |                  |                     |                      |        |
| 4x50 m                   | 1'28"03 | Record oceaniano | Kyle Chalmers (20"97) Matthew Temple (20"71) Meg Harris (23"73) Emma McKeon (22"62)          | 16 dicembre 2022 | Campionati mondiali | Melbourne, Australia |        |
| Staffetta mista          |         |                  |                                                                                              |                  |                     |                      |        |
| 4x50 m                   | 1'37"84 | Record oceaniano | Robert Hurley (23"46) Christian Sprenger (25"91) Alicia Coutts (25"19) Cate Campbell (23"28) | 9 novembre 2013  | Coppa del Mondo     | Tokyo, Giappone      | [ 43 ] |

Legenda:  - Record del mondo;  - Record oceaniano;

Record non ottenuti in finale: (b) - batteria; (sf) - semifinale; (s) - staffetta prima frazione.